# Cajo Mario
Cajo Mario és una òpera en tres actes composta per Niccolò Jommelli sobre un llibret italià de Gaetano Roccaforte. S'estrenà al Teatro Apollo de Roma el 6 de febrer de 1746.
Possiblement s'estrenà a Catalunya el 23 de setembre de 1752 al Teatre de la Santa Creu de Barcelona.